# Analco, Chignautla
Analco är en ort i Mexiko.   Den ligger i kommunen Chignautla och delstaten Puebla, i den sydöstra delen av landet, 190 km öster om huvudstaden Mexico City. Analco ligger 2 082 meter över havet och antalet invånare är 890.
Terrängen runt Analco är lite bergig. Runt Analco är det ganska tätbefolkat, med 179 invånare per kvadratkilometer. Närmaste större samhälle är Teziutlan, 4,2 km öster om Analco. I omgivningarna runt Analco växer huvudsakligen savannskog.